# Gråryggig sprötstjärt
Gråryggig sprötstjärt (Leptasthenura aegithaloides) är en fågel i familjen ugnfåglar inom ordningen tättingar.

## Utbredning och systematik
Gråryggig sprötstjärt delas in i fyra distinkta underarter:
- Leptasthenura aegithaloides grisescens – förekommer i kustnära torra områden i södra Peru och norra Chile
- Leptasthenura aegithaloides berlepschi – förekommer på altiplano i södra Peru, Bolivia, norra Chile och nordvästra Argentina
- Leptasthenura aegithaloides aegithaloides – förekommer i låglandet i Chile (södra Coquimbo till norra Aysen)
- Leptasthenura aegithaloides pallida – förekommer i låglandet från västra och södra Argentina till Tierra del Fuego

Sedan 2016 urskiljer Birdlife International och naturvårdsunionen IUCN berlepschi och pallida var för sig som de egna arterna "gulbrun sprötstjärt" respektive "blek sprötstjärt". 

## Status
IUCN bedömer hotstatus för berlepschi, pallida och övriga underarter var för sig, alla tre som livskraftiga.